# 崔維恩·葛拉漢
崔維恩·多米尼克·葛拉漢（1993年10月28日—）為美國男子籃球運動員，成長於马里兰州坦普爾希爾斯，青少年時期居住在马里兰州鲍伊，每天費時一個小時半至兩個小時前往圣玛丽瑞肯高中，2010年8月承諾就讀維吉尼亞聯邦大學。葛拉漢代表維吉尼亞聯邦大學出賽四年，累計得分為1,882，位居隊史總得分榜第二名，其21號球衣於2022年1月22日被校隊掛在球場。
2024年2月7日，P. LEAGUE+桃園璞園領航猿宣布葛拉漢加盟球隊。

## 外部連結
- 崔維恩·葛拉漢在fiba.basketball（英语）
- 崔維恩·葛拉漢在NBA官網（英语）
- 崔維恩·葛拉漢在NBA G聯盟官網（英语）
- 崔維恩·葛拉漢在P. LEAGUE+官網
- 崔維恩·葛拉漢在Basketball-Reference.com（NBA）（英语）
- 崔維恩·葛拉漢在Basketball-Reference.com（NBA G聯盟）（英语）
- 崔維恩·葛拉漢在Sports-Reference.com（NCAA）（英语）
- 崔維恩·葛拉漢在ESPN（NBA）（英语）
- 崔維恩·葛拉漢在Eurobasket.com（球員）（英语）
- 崔維恩·葛拉漢在Proballers（英语）
- 崔維恩·葛拉漢在RealGM（英语）
- 崔維恩·葛拉漢在Flashscore（英语）